# Nestos
Nestos (tiếng Hy Lạp: ?) là một khu tự quản ở vùng Đông Makedonías-Thrace, Hy Lạp. Khu tự quản Nestos có diện tích 679 km², dân số theo điều tra ngày 18 tháng 3 năm 2001 là 22218 người.